# درویشان (فراهان)
درویشان روستایی در دهستان خنجین بخش خنجین شهرستان فراهان استان مرکزی ایران است.

## جمعیت
بر پایه سرشماری عمومی نفوس و مسکن در سال ۱۳۹۵ جمعیت این مکان ۳۰۲ نفر (۹۳خانوار) بوده‌است.